# Giovanni Battista Fracassetti
Giovanni Battista Fracassetti, conosciuto anche come Gian Battista Fracassetti (Ponte San Pietro, 23 febbraio 1931), è un ex calciatore italiano, di ruolo attaccante.

## Caratteristiche tecniche
Era una mezzala destra.

## Carriera

### Gli inizi
Inizia a giocare nelle giovanili della Vita Nova di Ponte San Pietro, suo paese d'origine; all'età di 16 anni esordisce in prima squadra e mette a segno 6 gol in 34 presenze nel campionato di Serie B nella stagione 1947-1948, che si conclude con la squadra bergamasca che arriva quindicesima in classifica nel girone A e retrocede in Serie C. Fracassetti passa quindi in Serie A all'Atalanta, che nella stagione 1948-1949 lo fa giocare nella squadra Ragazzi che a fine anno vince lo Scudetto di categoria nella finale contro i pari età della Lazio. Per la stagione 1949-1950 i bergamaschi lo cedono in prestito al Piombino, squadra di Serie C, nella quale Fracassetti non viene mai impiegato in partite ufficiali. Torna quindi all'Atalanta, con cui nella stagione 1950-1951 è aggregato alla prima squadra; scende però in campo solo nel Campionato Riserve, ed a fine anno viene lasciato libero dai bergamaschi.

### Fra Serie C e Serie B
Nella stagione 1951-1952 segna un gol in 20 partite in Serie C con la maglia del Lecco; nell'estate del 1952 lo tessera invece il Monza, squadra di Serie B, con cui nella stagione 1952-1953 Fracassetti gioca 11 partite nella serie cadetta e segna anche un gol; viene riconfermato anche per la stagione 1953-1954, nella quale continua a fare la riserva e colleziona 5 presenze in campionato senza mai segnare, per un totale di 16 presenze ed un gol con la maglia biancorossa. Passa poi all'Empoli, di cui nella stagione 1954-1955 è il miglior marcatore stagionale nel campionato di Serie C con 9 reti in 32 incontri disputati.

### Lo Scudetto Dilettanti e la Serie C a Siena ed il ritorno in Serie B
Nella stagione 1955-1956 rimane a giocare in Toscana ma scende di categoria e va a giocare in IV Serie nel Siena, dove con 13 gol in 38 presenze contribuisce in modo determinante alla vittoria del campionato e dello Scudetto Dilettanti; rimane con i bianconeri anche nella stagione 1956-1957 in cui segna 8 gol in 31 partite in Serie C. Gioca a Siena anche nella stagione 1957-1958 (27 presenze e 2 gol) e nella stagione 1958-1959 (12 presenze e 3 gol). Nell'estate del 1959 lascia dopo quattro anni consecutivi Siena con un bilancio totale di 108 partite e 25 gol con la squadra bianconera e si accasa in Serie B al Parma; con i ducali nell'arco della stagione gioca in totale 8 partite e segna anche un gol; a fine anno lascia la squadra. In carriera ha giocato complessivamente 58 partite in Serie B segnandovi anche 8 gol.

### Gli ultimi anni ed il ritiro
Dopo aver lasciato il Parma passa all'Akragas, totalizzando 26 presenze e 3 reti nel campionato di Serie C; gioca poi nella stessa categoria con il San Vito Benevento, in Serie D con il Pietrasanta (25 presenze) ed infine sempre per un anno con il Sondrio (16 presenze) in Serie D, fino al 1964, anno in cui termina la sua carriera da calciatore all'età di 33 anni; con il Sondrio ricopre anche il ruolo di allenatore del club.

## Palmarès

### Club

#### Competizioni giovanili
- Campionato Ragazzi: 1

Atalanta: 1948-1949

#### Competizioni nazionali
- Scudetto Dilettanti: 1

Siena: 1955-1956